# Лимарева-Флінк Олена
Олена Лимарева-Флінк (*3 червня 1992, Сєвєродонецьк, Луганська область) — українська волейболістка, догравальник.

## Клуби
| Роки      | Команди                          |
| --------- | -------------------------------- |
| 2006—2009 | «Сєвєродончанка»                 |
| 2009—2014 | «Регіна» (Рівне)                 |
| 2014—2016 | «ЛП Вієсті»                      |
| 2016—2017 | «Казан Беледіє СК» (Анкара)      |
| 2016—2017 | «Соверато» (Серія А2)            |
| 2017—2018 | «Єшилюрт» (Стамбул)              |
| 2018      | «Петро Джазз Анжелс»             |
| 2018—2019 | «ЛП Вієсті»                      |
| 2019      | «Пасіфік Таун-Армі Леді Труперс» |
| 2019—2020 | «Фатум» (Ньїредьгаза)            |
| 2020—2021 | «Тервіль Флоранж»                |
| 2021—2022 | «Сан-Рафаель»                    |
| 2022—2023 | «Вандевр» (Нансі)                |
| 2023—2024 | «Сталь» (Мелець)                 |
| 2023—2024 | «Лугано»                         |
| 2024—     | «Ілісіакос»                      |

## Досягнення
- Чемпіон Фінляндії (1): 2015, 2019

## Статистика
Статистика виступів в єврокубках:
| Сезон   | Клуб                  | Турнір         | Ігри | Сети | Очки | Ср.  | Примітки |
| ------- | --------------------- | -------------- | ---- | ---- | ---- | ---- | -------- |
| 2014/15 | «ЛП Вієсті»           | Ліга чемпіонів | 6    | 25   | 99   | 3,96 |          |
| 2015/16 | «ЛП Вієсті»           | Кубок ЄКВ      | 4    | 14   | 67   | 4,79 |          |
| 2019/20 | «Фатум» (Ньїредьгаза) | Кубок ЄКВ      | 4    | 20   | 98   | 4,90 |          |